# Uj-bei

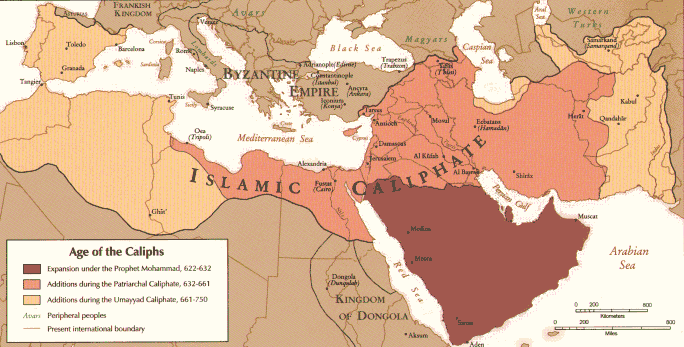
Extensió del Califat Islàmic.

Un uj-bei o uç bey (turc otomà: اوج بگ, uc beğ, lit. ‘senyor de marca’) era un senyor militar d'una regió de frontera o marca (uj o uc, en turc otomà). Hi va haver nombrosos senyors a les regions fronteres de l'Imperi Otomà i alguns van crear dinasties, però tot i algunes successions complicades cap d'ells va aspirar a una real independència. Un dels uj-beis més coneguts fou Evrenos, conqueridor de Tràcia i Macedònia; també és notable Turakhan, a Tessàlia. Després de la batalla de Mantziciert, grups nòmades turcmans foren establerts a la frontera amb l'Imperi Romà d'Orient; el seu nombre va augmentar amb l'avanç mongols al segle xiii provocant una segona onada d'emigrants turcmans a Anatòlia.